# أكيم وارد
أكيم وارد (بالإنجليزية: Akeem Ward)‏ هو لاعب كرة قدم أمريكي في مركز الدفاع، ولد في 6 يناير 1996 في فيينا في الولايات المتحدة. لعب مع دي.سي. يونايتد ونادي شمال كارولاينا.

## وصلات خارجية
- أكيم وارد على موقع الدوري الأمريكي (الإنجليزية)
- أكيم وارد على موقع قاعدة بيانات كرة القدم.إي يو (الإنجليزية)
- أكيم وارد على موقع Soccerway.com (الإنجليزية)